# Steven McKellar
Steven McKellar (* 3. června 1984 Kapské Město) je jihoafrický hudebník a bývalý zpěvák a autor písní skupiny Civil Twilight. Od roku 2017 se věnuje sólovému projektu pojmenovaném Dayvid.
Známým se stal vystoupením na vzpomínkovém koncertě pro Chestera Benningtona v Hollywood Bowl, kde vystoupil s Linkin Park a zazpíval píseň „Nobody Can Save Me“.

## Mládí
Narodil se v Kapském Městě v Jihoafrické republice. Otec byl sběratel gramofonových desek a matka hrála na klavír, a proto se začal zajímat o hudbu. Mezi jeho hudební vzory patřili Jeff Buckley, Oasis a Blur. V roce 1996 začal vystupovat se svým bratrem Andrewem a kamarádem z dětství Richardem Woutersem. To vedlo ke vzniku skupiny Civil Twilight.

## Kariéra
V roce 2005 se přestěhoval do Los Angeles v Kalifornii a po třech letech do Nashvillu v Tennessee. Během vystupování s kapelou spolupracoval s umělci jako jsou Young the Giant, Florence + the Machine, Smashing Pumpkins, Jimmy Eat World, Silversun Pickups a Of Monsters and Men.
Jeho hudba zazněla v seriálech jako jsou One Tree Hill, Dr. House, Láska ke hvězdám, Terminátor: Příběh Sáry Connorové a Harperův ostrov.
V roce 2017 zahrál s Linkin Park na pietním koncertu za Chestera Benningtona v Hollywood Bowl v Los Angeles.
Následně vydal sólové EP Dayvid a vydal se na turné po Jižní Africe.

## Diskografie
Studiová alba
- Civil Twilight (2010)
- Holy Weather (2012)
- Story of an Immigrant (2015)

EP
- Dayvid (2017)